# 聖宝
聖宝（しょうぼう、天長9年2月15日（832年3月21日） - 延喜9年7月6日（909年7月25日））は、平安時代前期の真言宗の僧。醍醐寺の開祖で、真言宗小野流の祖。また、後に当山派修験道の祖とされる。俗名は恒蔭王（つねかげおう）。光仁天皇の玄孫で、兵部大丞・葛声王（かどなおう）の子。諡号は理源大師。
なお、聖宝に唱える言葉は「南無聖宝尊師（なむ しょうぼうそんじ」であり、三祖宝号の時は「南無遍照金剛、南無聖宝尊師、南無神変大菩薩」で、お山の中では順番は逆になる。

## 生涯
空海の実弟真雅の入室弟子で、源仁（真雅の弟子）の付法弟子。貴顕社会との交流を重視した師真雅に対して、華美や権勢と一定の距離を置き、清廉潔白・豪胆な人柄として知られた。真雅在世中に真言宗の傍流的位置にとどまっていた背景には、真雅との確執があったとも言われる。出家から長い間三論宗を中心に南都諸宗を学んでいたが、壮年期以降、本格的に受法して真言密教正嫡となり、宇多天皇の厚い帰依を受けて東寺長者、僧正などの重職に昇った。また、役小角に私淑して吉野の金峰山（きんぷせん）で山岳修行を行うとともに、参詣道の整備や仏像造立などで金峰山の発展に尽力した。このため、聖宝を、役小角以降途絶えていた修験道の再興の祖とする伝承が生まれた。聖宝の著作と伝えられる修験道関係の書は、今日では、すべて聖宝に仮託して後世に書かれたものとみられている。
勅撰歌人として『古今和歌集』に和歌作品が1首採録されている。

## 経歴
- 天長9年（832年）2月15日、讃岐国（現・香川県）・塩飽諸島の本島で生まれる[3]。
- 承和14年（847年）、16歳のとき真雅（当時、東大寺別当）に随い出家。東大寺に入る。はじめ元興寺の円宗、願暁から三論宗を学び、次いで東大寺の平仁に法相宗、玄永に華厳宗を学ぶ。諸宗を学んだが、三論を本宗とした。
- 貞観11年（869年）、興福寺維摩会の竪義を勤める。
- 貞観13年（872年）、真雅に無量寿法を受ける。
- 貞観16年（875年）6月、山城国宇治郡の笠取山（醍醐山）[4]の山頂に醍醐寺（上醍醐）を開創したと伝えられる。
- 元慶3年（879年）2月、弘福寺（川原寺）別当に任ぜられる。
- 元慶4年（880年）、真然に両部大法を受ける。
- 元慶8年（884年）、源仁から伝法灌頂を授けられる。
- 仁和3年（887年）3月、朝廷から正式に伝法灌頂職位を授けられる。
- 寛平2年（890年）8月、貞観寺座主に任ぜられる[5]。
- 寛平6年（894年）12月、権律師、権法務に任ぜられる。弘福寺検校に任ぜられる。
- 寛平7年（895年）2月、東寺二長者となる。
- 寛平8年（896年）、東寺別当を兼ねる。
- 寛平9年（897年）12月、少僧都に任ぜられる。
- 昌泰2年（899年）、一説に宇多法皇が東大寺で受戒したとき戒和尚を務める。
- 延喜元年（901年）1月、大僧都に任ぜられる。
- 延喜2年（903年）3月、権僧正に任ぜられる。
- 延喜5年（905年）7月、佐伯氏の氏人から東大寺東南院を付属され、院主となる[6]。東南院は聖宝の門流によって代々継承され、三論教学の拠点として発展。
- 延喜6年（906年）10月、僧正に任ぜられる。法務となる。東寺一長者となる。
- 延喜7年（907年）、醍醐寺が醍醐天皇御願寺となる。以後、山麓の下醍醐を中心に飛躍的に発展。醍醐天皇のため准胝堂で朱雀・村上両帝の誕生を祈ったと伝えられる。
- 延喜9年（909年）4月、病床に就く。宇多法皇、陽成上皇が普明寺に病気を見舞う。6月、上表して僧正を辞する。7月6日、入滅。享年78。
- 宝永4年（1707年）1月、理源大師の諡号を賜る。

## 思想・評価
- 南都諸宗と真言密教の綜合

京都山科の地（現在の伏見区醍醐）に醍醐寺を開山する一方で、東大寺に東南院を建立して三論教学の拠点を築いたことは、聖宝の中観／般若空重視の態度という観点とともに、宗祖空海によって実施された南都大寺における儀礼の真言密教化という観点からも重要である。真言教学は、元来、華厳経の教説を基盤としている。言い換えると、華厳教学が秘密曼荼羅十住心論において第八（天台法華）ではなく第九住心に配置された意味を併せて考えれば、即身成仏義の重重帝網（無碍）が、一即多・多即一という華厳教学を象徴的にする哲理を重要な基礎として、実践作法の理論的基礎に展開したとも考えられるからである。『この世界は仏の身体である（六大）』として、沈黙する存在とされていたビルシャナ仏が自ら説法すると宣言した意味（法身説法）は大きい。方便を極めて重要視する密教信仰において、理論から実践への橋渡しをすることは、大乗仏教興隆の観点からも望ましいと思われる。この点に聖宝が宗祖空海の直系を自覚して、東大寺における活動を推進した根本義が表れていると見るべきである。また曼荼羅それ自体が、華厳経の教説『普賢菩薩の行の総体』を基盤としていることにも注意すべきであろう。
- 当山派修験道と真言密教

聖宝を祖とする当山派修験道においては、一方で『修験恵印総漫拏羅』を通じて表現された不二一乗の世界観をもって大日如来による秘奥の説法を示すものとする。一般に真言密教においては、金胎両部の曼荼羅を通じて、密教宇宙の理と智に係わるそれぞれの『大（法身大日）・三（意密）・法（口密）・羯（身密）』パノラマで、或いは六大（体）・四曼（相）・三密（用）などの多元的な視点と、重重帝網（無碍）という統合的視点から大日如来の教えを展開／把握することが知られるが（即身成仏義）、聖宝がこの時代に理と智を一元論的な手法をオモテにして示していることは、修験道という日本的アニミスティック神霊信仰の点から注目される。これは平安後期の覚鑁興教大師以降、『金剛界／胎蔵界』という並立的表現方法が顕著となる以前の出来事であり、日本固有の信仰観について、後の応永の大成を頂点とする二而不二／不二而二に係わる各法匠の立場／背景、さらには日本の密教思想史、殊に事教二相を実践／検討する上で銘記するべき事象として理解することを求められよう。
聖宝が遺した『実修実証』の言葉は、当山派修行者の実践過程において、常に護持すべき修験道の心とする。その実修根本となる『最勝恵印三昧耶法』（恵印灌頂）は、『理智不二界会礼讃』の具現化であり、正嫡の観賢だけでなく、大和鳥栖真言院鳳閣寺において貞崇に授けたと伝える。当山派恵印法は、龍樹菩薩による霊異相承の伝から峰受法流とも呼ばれ、本山派峰中法流とも対比されるが、両派に共通する肝心は、実践第一を旨とし、世間の言語／思考によるところの一切戯論を断絶して、山岳でも人里でも、ひたすら修行に専念することにある。このことは、神秘直感を通じて般若空の真理に直参せんとした大乗仏教中観派の法匠たる龍樹菩薩の教えに通じるものである。また理智不二礼讃によって明らかにされる清浄菩提心に向かう祈りの実践は、真言第三祖／龍猛ナーガルジュナの直系を自覚するものであり、同時に、全ては普門総徳大日如来から生み出される別徳諸仏諸菩薩の理趣を体得せんとして在る真言密教への篤信と確信に繋がるものである。

## 伝説
- 東大寺の僧房から鬼神を追いやる

聖宝は東大寺での修学中、ほかに居住の房がなかったため、建立当初から鬼神の棲家となっており、人が住めなかった東僧房の南第二室に住んだ。鬼神はさまざまな姿形で現れたが、結局、聖宝に勝てず、他所に去っていった。
- 東大寺の上座僧と賭けをする

東大寺の上座僧に極めてけちで貪欲な男がいた。その上座僧に聖宝は賭けごとを持ちかけ「あなたは私がどんなことをしたら、多くの僧たちに供養しますか」というと、上座僧は実行不可能なことを言おうと考え「賀茂祭の日に褌だけの裸になり、干鮭を太刀として差し、やせた牝牛にまたがって、一条大路を大宮（皇居）から賀茂川の河原まで、大声で名乗りを上げながら通ってみよ。そうすれば東大寺のすべての僧たちに大いに供養を施すことにする」と約束した。すると聖宝はその通り行動し、上座僧は東大寺の大衆に大いに供養を施すことになった。これを聞いた天皇は、「聖宝は身を捨てて他の人を導く立派な人物である」と、聖宝を僧正にとりたてた。
- 犬嫌いの聖宝と愛犬家の師真雅

聖宝は犬を嫌っていたが、その師真雅は愛犬家だった。ある日、聖宝は師の留守中、愛犬をとある猟師に譲ってしまう。帰ってきた真雅は、犬がいなくなったのは聖宝のしわざと気づき激怒。聖宝を追放する。
- 四国で一番弟子観賢を見出す

追放された聖宝は、諸国流浪の乞食坊主となり、讃岐国ですばらしい法器をそなえた子供に出会う。聖宝は、「いっしょに京に行かないか」との誘いを承知したその子を背負って京に戻り、般若寺に寄宿し、乞食により自らと子供を養っていた。ある日、太政大臣藤原良房が聖宝の養う子供の非凡の相を見て、息子の遊び相手として邸に住ませようとしたが、聖宝は学問が疎かになるといって断った。その後、良房は聖宝を伴って貞観寺の真雅を訪れ、和解させた。聖宝が養っていた子供は読書から深く学んで、後に般若寺の僧正観賢となった。
- 金峯山の大蛇を退治し修験再興の祖となる

役行者が修行したという吉野の金峯山は、大蛇が棲んで修行者が入れなくなっていた。聖宝がこの大蛇を退治したため、金峯山は修行の場として復興し今日に至るという。大蛇退治の伝承は百貝岳の名の由来となった。
- 金峯山から巨石を持ち帰る

東大寺三面僧房のくぬぎの下にある巨石は、聖宝が金峯山から持ち帰ったものといわれる。
- 醍醐寺の開創

精舎建立の志をもって仏法相応の地を求めていた聖宝は、普明寺で祈念のおり、五色の雲がたなびくのを見て、近くの笠取山に登った。故郷に帰ったかのような喜びを覚えた聖宝の前に一人の老翁が現れ、泉の水を嘗めて「醍醐味だ」とほめた。聖宝は老翁に「ここに精舎を建立し仏法を広めたいのだが、仏法久住の地となるだろうか」と尋ねた。すると老翁は「この山は昔、仏が修行したところである。私はこの山の地主神だ。和尚にこの山を献じ、仏法を広め衆生を救うため、この地を護ろう」と答え姿を消した。聖宝は感涙を流した。貞観16年6月1日、聖宝は山頂に庵を結び、准胝観音像と如意輪観音像の彫像、堂舎建立に着手した。2年後の貞観18年6月18日、両観音像とそれを安置する堂（准胝堂）が完成した。このとき天台宗の遍照が落成供養の導師を務めたともいわれる。
- 清滝権現の降臨

延喜2年（902年）2月7日、醍醐寺の聖宝のもとに准胝･如意輪観音の化身、清滝権現を名乗る神女が降臨。もとの名は青龍で、唐の青龍寺に住んでいたが、ここで密教を学んだ弘法大師に乞うて三昧耶戒を受け、津妃命の名をもらって、帰国する大師を護りつつ渡日し、笠取山の東方の高嶺を居所と定め、水にちなんで名を清滝と改めたという。
- 聖徳太子の生まれ変わり

聖徳太子は「私は日本国に三度生まれる。その名にはともに聖の字がある」と予言した。すなわち、聖徳太子、聖武天皇、聖宝の3人である。
- 沓塚

聖宝の墓とされるものに京都市伏見区深草田谷町68－2の「沓塚」があり、聖宝が天智天皇六世の孫（光仁天皇玄孫）とされるところから宮内庁が管理する陵墓参考地になっている。ここは普明寺の故地とされ、聖宝が寂して埋葬しようとしたところ棺が軽いので確かめると沓だけが残っていた。やむなくその沓を埋葬して墓としたという。この伝承には聖宝の遠祖天智天皇の御陵伝説に通ずるものがある。現状、径10メートルほど・高さ2メートル足らずの円墳。頂上に醍醐寺の侍臣桜井忠亮による文化5年「理源大師塚」の碑が立つ。

## 弟子
聖宝が伝法灌頂を授けた付法弟子10人
- 観賢…寛平7年（895年）に伝法灌頂。東寺長者。醍醐寺座主。権僧正。門流の正嫡。
- 延惟…昌泰元年（898年）に伝法灌頂。東大寺別当。
- 済高…延喜2年（902年）に伝法灌頂。東寺長者。金剛峰寺座主。大僧都。
- 印紹…延喜2年に伝法灌頂。
- 峯禅…延喜2年に伝法灌頂。真然入室弟子。第3代金剛峰寺座主。
- 貞崇…延喜2年に伝法灌頂。醍醐寺座主。東寺長者。金剛峰寺座主。権少僧都。
- 真願…延喜3年に伝法灌頂。少僧都。
- 延性…延喜5年に伝法灌頂。醍醐寺座主。
- 貞寿…延喜7年に伝法灌頂。
- 道憲…延喜8年に伝法灌頂。

その他の弟子
- 会理…宗叡、聖宝の弟子。禅念（観賢の弟子）の灌頂を受ける。東寺二長者。権少僧都。
- 延[伸＋攵］（えんじょう）…聖宝の弟子。宇多法皇の灌頂を受ける。東大寺別当。醍醐寺座主。権少僧都。

## 補注
1. ↑  「醍醐報恩院血脈」（『続群書類従』巻第844所収）
2. ↑  『古今和歌集』巻十「物名」所収。春を主題に、最初の字を「は」、末尾を「る」とし、さらに「眺め」を掛詞にせよ、という難しい注文に応えた技巧的な歌である。
3. ↑  聖宝理源大師とその教え 醍醐寺
4. ↑  当時は醍醐山も笠取山と呼ばれた。元来、「笠取」はかなり広い領域をさしていた。現在、醍醐山東方のやや離れた場所にも「笠取山」がある。
5. ↑  初代座主真雅の没後、欠員となっていた。宇多天皇が聖宝任命について諮問する真然への勅書が伝わることから、聖宝を選んだのは天皇自身であったと考えられる。
6. ↑  前年7月、東大寺別当の道義は、かねてより東大寺と土地領有問題で争いがあった佐伯氏の氏寺佐伯院を、強引に解体し東大寺内に移築していた。佐伯氏は、荒廃が著しかった佐伯院の原状回復を断念し、佐伯氏に連なる真雅の門弟である聖宝に付属した。
7. ↑  『聖宝僧正伝』、『古今著聞集』、『東大寺要録』、『元亨釈書』
8. ↑  『宇治拾遺物語』巻十二
9. 1 2  『醍醐寺雑記』、『密宗血脈鈔』所引『真俗雑事記』
10. ↑  当時まだ存在せず、延喜年間に観賢によって創建された。コスモス寺として知られる奈良の般若寺とは別。
11. ↑  『醍醐寺縁起』、栄海『真言伝』。なお『元亨釈書』では、大蛇退治ではなく榛や葛を切り払って修行のルートを開拓し、修験再興の祖になったとされる。
12. ↑  『東大寺要録』、『尊師御一期日記』、『元亨釈書』
13. 1 2  『醍醐寺縁起』
14. ↑  『醍醐寺雑事記』。なお、遍照は当時笠取山の近くの花山寺（後の元慶寺）に住していた。
15. ↑  『東大寺要録』

## 関連･参考文献
- 佐伯有清 『聖宝』　＜人物叢書＞吉川弘文館、1991年（平成3年）ISBN 4-642-05194-5
- 『大日本史料』第1編第4冊